# M'djoiezi
M'djoiezi Hambou est une ville située au sud de l'île de Grande Comore (N'gazidja) et à 20 km de Moroni capitale de l'union des Comores.

## Histoire et Géographie
M'djoiezi est une ville accueillante : c'est une ville riche de par son passé glorieux. Mdjoièzi, où la « cité du trône » fut le chef-lieu de la région de Hambou, la cité des rois, avant que les colons ne viennent tout dérégler. Son patrimoine culturel et son attachement à la tradition religieuse font d'elle une ville accueillante. Les gens sont aimables et respectueux.
M'djoiezi est une ville verdoyante : une architecture historique mais aussi contemporaine- les humbles maisons au constructions en tôle ou en cases de paille en voie de disparition- ; de nombreux espaces verts au cœur et autour de la ville, les champs s'étalent à des kilomètres, un paysage verdoyant que baigne tous les jours le soleil.
M'djoiezi est une ville performante : c'est une ville dynamique qui sait évoluer et préparer son avenir tout en préservant son identité. Avec de nombreux projets de développement réalisés par les habitants et la diaspora mais aussi par ACM (Association culturelle de Mdjoiézi) ; ce dernier vient de réaliser des projets de grande envergure pour la communauté à savoir la construction de trois salles de classe en collaboration avec l'Ambassade de Japon, la réhabilitation du dispensaire et beaucoup d'autres projets ; avec une forte activité commerciale et économique et un cadre de vie agréable, avec un poste de santé, une école primaire publique, un collège-lycée privé (Groupe Scolaire Mgwahanda), deux formations de football (Esperance Sportive de M'djoiezi (ESM) et Diable Rouge), une bibliothèque, et deux centres culturels (Foyer Azhar Et Asmidjaz), M'djoièzi se veut une ville moderne.